# Source Code
Source Code (bra: Contra o Tempo; prt: O Código Base) é um filme canado-franco-estadunidense dirigido por Duncan Jones, dos gêneros ficção científica e drama, estrelado por Jake Gyllenhaal, Michelle Monaghan, Vera Farmiga e Jeffrey Wright.

## Sinopse
Colter (Jake Gyllenhaal) é um soldado que faz parte de um programa experimental do governo para investigar um atentado terrorista. Um dia ele acorda num corpo desconhecido, é forçado a viver e reviver uma angustiante explosão de trem até que consiga encontrar o responsável pelo atentado.[carece de fontes?]

## Elenco
- Jake Gyllenhaal como Capitão Colter Stevens
- Michelle Monaghan como Christina Warren
- Vera Farmiga como Capitão Colleen Goodwin
- Jeffrey Wright como Dr. Ruthledge
- Michael Arden como Derek Frost
- Russell Peters como Max Denoff
- Scott Bakula como Donald Stevens, pai de Colter (camafeu de voz)
- Frédérick De Grandpré e Sean Fentress (apenas reflexão)
- Cas Anvar como Hazmi

## Recepção
O público pesquisado pelo CinemaScore deu ao filme uma nota média de "B" em uma escala de A+ a F. 
No consenso do agregador de críticas Rotten Tomatoes diz: "Encontram a história humana em meio à ação, o diretor Duncan Jones e o charmoso Jake Gyllenhaal, criam um inteligente e satisfatório suspense de ficção científica". Na pontuação onde a equipe do site categoriza as opiniões da grande mídia e da mídia independente apenas como positivas ou negativas, o filme tem um índice de aprovação de 92% calculado com base em 65 comentários dos críticos. Por comparação, com as mesmas opiniões sendo calculadas usando uma média aritmética ponderada, a nota alcançada é 7,5/10.
Em outro agregador, o Metacritic, que calcula as notas das opiniões usando somente uma média aritmética ponderada de determinados veículos de comunicação em maior parte da grande mídia, tem uma pontuação de 74/100, alcançada com base em 42 avaliações da imprensa anexadas no site, com a indicação de "revisões geralmente favoráveis".